# Área metropolitana de North Port-Bradenton-Sarasota
El área metropolitana de North Port-Bradenton-Sarasota o Área Estadística Metropolitana de North Port-Bradenton-Sarasota, FL MSA como la denomina oficialmente la Oficina de Administración y Presupuesto, es un Área Estadística Metropolitana centrada en las ciudades de North Port, Bradenton y Sarasota, en el estado estadounidense de Florida. El área metropolitana tiene una población de 702.2811 habitantes según el Censo de 2010, convirtiéndola en la 73.º área metropolitana más poblada de los Estados Unidos.

## Composición
Los 2 condados del área metropolitana, junto con su población según los resultados del censo 2010:
- Manatee – 322.833 habitantes
- Sarasota – 379.448 habitantes

## Área Estadística Metropolitana Combinada
El Área Estadística Metropolitana Combinada de Sarasota-Bradenton-Punta Gorda, FL CSA está formada por el área metropolitana de North Port-Bradenton-Sarasota junto con el Área Estadística Metropolitana de Punta Gorda, FL MSA, situada en el condado de Charlotte con 159.978 habitantes;
totalizando 862.259 habitantes en un área de 6.415 km².

## Principales comunidades del área metropolitana
Ciudades principales 
- North Port
- Bradenton
- Sarasota